# Аппарат Гофмана
Аппарат Гофмана — используется для электролиза воды, изобрёл Август Вильгельм Гофман.
Аппарат Гофмана предназначен для разложения воды под действием постоянного электрического тока. Вследствие этого в одной из трубок собирается кислород, в другой собирается водород, который в два раза больше по объёму.